# Alexander Selkirk
Alexander Selkirk, eller Selcraig, född 1676 i Lower Largo, Fife, Skottland, död 13 december 1721 på fartyget Weymouth utanför Västafrikas kust, var den skotte som anses ha utgjort förebild och inspirerat Daniel Defoe till att skriva romanen om Robinson Crusoe (The Life and Adventures of Robinson Crusoe).

## Biografi
Efter en kontrovers med kaptenen ombord på den brittiska kapare han tjänstgjorde på, krävde Selkirk att bli ilandsatt på en ö bland Juan Fernández-öarna i Stilla havet, cirka 400 sjömil utanför Chiles kust. Den ö där Selkirk hamnade heter idag Isla Robinson Crusoe. Väster om Isla Robinson Crusoe finns en mindre ö som uppkallats efter Selkirk, Isla Alejandro Selkirk. 
För sent insåg Selkirk att ingen annan ur besättningen ville göra honom sällskap på ön. Kaptenen lät honom inte ångra sig, vilket ledde till fyra år och fyra månader (1704–1709) på den karga vulkanön utan annat sällskap än katter, råttor och getter som rymt från provianterande fartyg. Det enda mänskliga besök han fick före sin räddning, var av ett spanskt fartyg, där man genast försökte skjuta ihjäl honom som fiende.
När han slutligen blev räddad den 2 februari 1709, var det av förre ledaren för den piratexpedition han själv deltagit i, nu ute som deltagare i en ny expedition mot spanjorerna. Selkirk anslöt sig till det nya företaget, och återvände som en rik och berömd man till sitt hemland. 
Selkirk lär aldrig ha återhämtat sig helt efter vistelsen på ön, utan skall även efter att han gift sig ha uppehållit sig mycket i en grotta bakom sin fars hus och tämjt katter till att utföra konststycken.
Han avled i en febersjukdom utanför Afrikas kust år 1721.